# Waterboarding
Als Waterboarding wird eine Foltermethode des simulierten Ertränkens bezeichnet. Beim Opfer wird durch Ausnutzen des Würgereflexes physiologisch der Eindruck unmittelbar drohenden Ertrinkens hervorgerufen, indem durch ein Tuch über Mund und Nase, das ständig mit Wasser übergossen wird, der Atemwiderstand stark erhöht wird. Durch das Fixieren des Folteropfers in einer Position, in der sich der Kopf tiefer befindet als der restliche Körper, soll das Eindringen von Wasser in die Lungen und ein darauffolgendes tatsächliches Ertrinken verhindert werden. Waterboarding wird als Trauma wahrgenommen. Je nach der allgemeinen psychischen Stabilität des Opfers kann es zu schweren bis irreversiblen traumareaktiven Erkrankungen kommen.
Waterboarding gehört zu den Foltermethoden, die üblicherweise keine körperlichen Spuren hinterlassen (Weiße Folter), aber zu längerdauernden oder bleibenden psychischen Störungen führen können. Nachträgliche Beweise am Gefolterten selbst sind im Fall des Waterboardings daher nur selten zu erbringen.
Ursprüngliche Berichte behaupteten, dass der Widerstand der meisten Opfer in weniger als einer Minute breche. Dabei handelte es sich um Fehlinformationen, die aus der CIA an Medien weitergegeben wurden – tatsächlich wurde Waterboarding z. B. bei Abu Zubaydah 83 Mal eingesetzt.

## Geschichte
Das zwangsweise Einflößen großer Mengen Wasser in Mund und Nase mit der Gefahr des Eindringens in die Luftröhre und die Lunge mit nachfolgendem Ertrinken ist als häufige Hinrichtungs- und Foltermethode nachgewiesen. Waterboarding in der technischen Definition der CIA unterscheidet sich davon zum einen durch ein Tuch oder Zellophan über Mund und Nase, durch das die Wirkung nicht das Eindringen von Wasser in die Atemorgane, sondern der erhöhte Atemwiderstand und der dadurch ausgelöste Stimmritzenkrampf ist, und zum anderen durch das Brett (board), auf dem die betreffende Person mit dem Kopf niedriger als der Rest des Körpers fixiert wird. Diese beiden Merkmale lassen sich durch die Geschichte der Folter verfolgen.
Die ältesten Nachweise für die Anwendung eines Tuchs über Mund und Nase liegen unter der Bezeichnung tormento de toca für die Spanische Inquisition vor. Die Spanier sollen die Methode in ihre Kolonien in Süd-Ost-Asien, insbesondere die Philippinen, gebracht haben.
Gerichtlich nachgewiesen ist die Verwendung durch japanische Soldaten im Zweiten Weltkrieg. In einem Kriegsverbrecher-Prozess in der Nachfolge der Tokioter Prozesse wurde 1947 ein japanischer Offizier durch ein amerikanisches Kriegsgericht wegen Folter zu 15 Jahren Zuchthaus mit Zwangsarbeit verurteilt. Seine Opfer wurden so auf eine gekippte Krankentrage gebunden, dass die Füße oben waren. In dieser Position wurde ihnen Wasser über das unverhüllte Gesicht gegossen.
Im Algerienkrieg folterte die französische Armee im Rahmen der französischen Doktrin politische Gefangene. Der französisch-algerische Journalist Henri Alleg berichtete 1958 in seinem Buch La Question von der Methode, der er selbst ausgesetzt war. Man legte ihn über ein Brett, umwickelte seinen Kopf mit einem Kleidungsstück und ließ Wasser über ihn laufen, so dass es in Mund und Nase eindrang und er das Gefühl hatte, er werde ertrinken. Einige der französischen Offiziere waren im Zweiten Weltkrieg von der Gestapo selbst auf diese Art gefoltert worden. Von der Résistance hatte sie die Bezeichnung baignoire (‚Badewanne‘) erhalten.
1968 erregte die Titelseite der Washington Post Aufsehen, auf der das Foto von US-Soldaten im Vietnamkrieg abgebildet war, von denen einer einem auf dem Boden liegenden Kriegsgefangenen Wasser über das mit einem Tuch verhüllte Gesicht goss. Der Täter wurde vor ein Kriegsgericht gestellt und unehrenhaft aus der Armee entlassen.

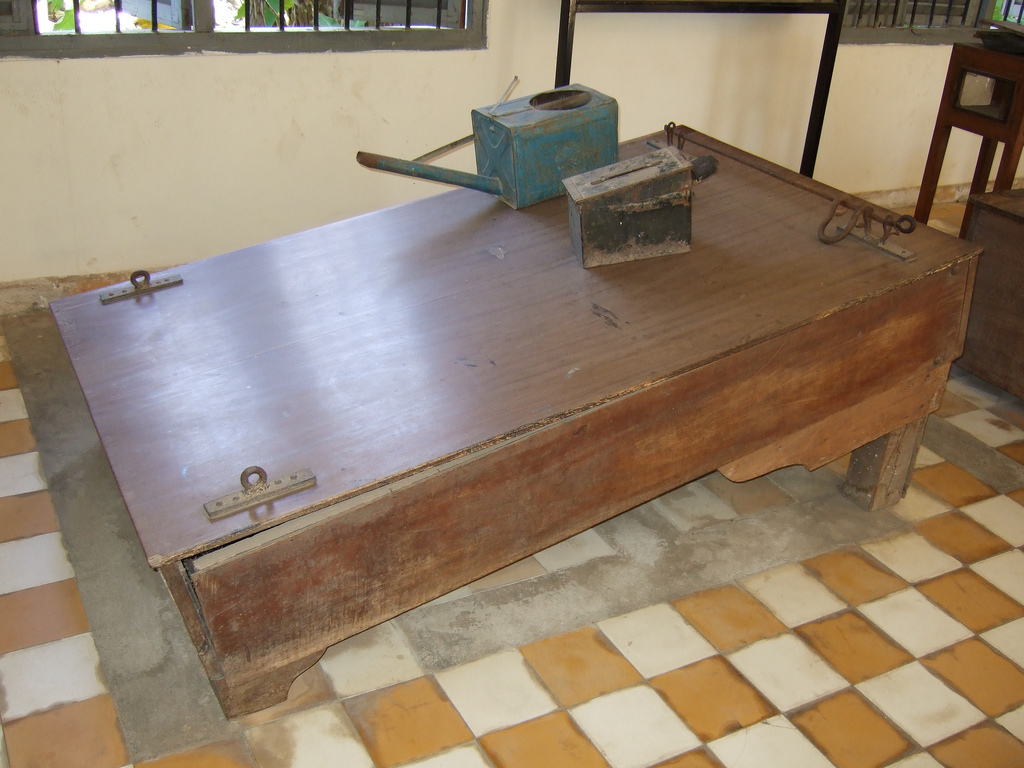
Waterboarding-Gestell im Tuol-Sleng-Museum, Kambodscha

In den 1970er Jahren setzten die Roten Khmer beim Bürgerkrieg in Kambodscha regelmäßig Waterboarding-Methoden ein. Ihre Folterzentren waren mit fest installierten Gestellen zur Fesselung von Gefangenen mit tiefliegendem Kopf ausgestattet.
Im Jahr 1983 verurteilte ein texanisches Gericht einen Sheriff zu vier Jahren Haft, weil er im Rahmen eines Verhörs einen Verdächtigen durch Waterboarding mit einem Tuch über dem Gesicht zu einer Aussage gezwungen hatte.

## Einsatz von Waterboarding durch die USA nach 2001

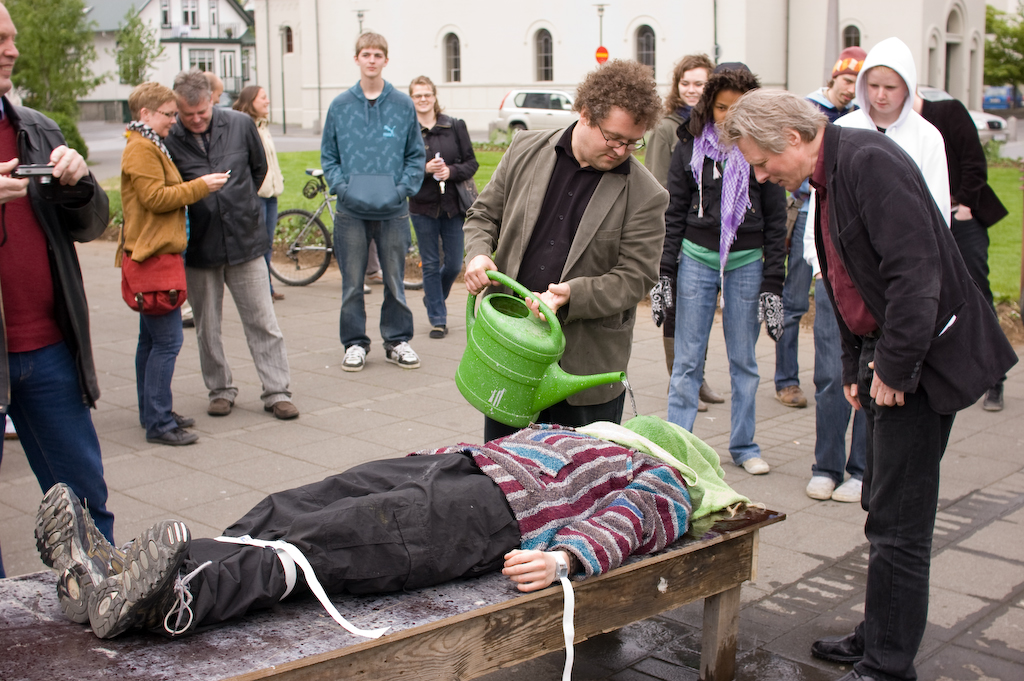
Protest gegen Waterboarding bei einem Besuch von Condoleezza Rice in Island, Mai 2008

In Folge der Terroranschläge am 11. September 2001 ermächtigte US-Präsident George W. Bush die CIA am 17. September 2001 erstmals, Gefangene festzuhalten und zu vernehmen. Nachdem die CIA schon vorher rechtswidrige, gewalttätige Vernehmungsmethoden eingesetzt hatte, wurde im August 2002 ein formales Programm der enhanced interrogation techniques (deutsch etwa: erweiterte oder verschärfte Verhörtechniken) der CIA entwickelt. Es bestand aus verschiedenen Foltermethoden. Waterboarding war die am weitesten gehende der bekannten Folterformen. Sie musste individuell für jeden Gefangenen erlaubt werden.
Die CIA als Anwender dieser Praktiken definierte sie auch. Dabei übernahm sie eine „ungewöhnlich enge und rechtlich fragwürdige Definition von Folter“ des US-Justizministeriums von 2002. Diese eng gefasste, technische Definition ist umstritten. US-amerikanische Medien und Experten teilen sie nicht und stellen sie in einen weiteren Kontext von Foltermethoden des kombinierten Einsatzes von Wasser und Atemnot zur Erzeugung von Todesangst. Auf der Basis der CIA-Definition wurde Waterboarding vom Justizministerium der Vereinigten Staaten als grundsätzlich akzeptabel zugelassen. Das Gutachten des Justizministeriums ist nicht öffentlich zugänglich, der betreffende Abschnitt wird aber in einem Dokument der CIA von 2004 zitiert, das 2009 freigegeben wurde.

“[10.] The application of the waterboard technique involves binding the detainee to a bench with his feet elevated above his head. The detainee’s head is immobilized and an interrogator places a cloth over the detainee’s mouth and nose while pouring water onto the cloth in a controlled manner. Airflow is restricted for 20 to 40 seconds and the technique produces the sensation of drowning and suffocation.”

„[10.] Zur Anwendung des Waterboardings wird der Gefangene so auf eine Bank gebunden, dass seine Füße gegenüber dem Kopf erhöht sind. Der Kopf des Gefangenen ist zur Bewegungsunfähigkeit fixiert; und ein Vernehmer legt ein Tuch über Mund und Nase des Gefangenen, während er kontrolliert Wasser auf das Tuch gießt. Die Atmung wird für 20 bis 40 Sekunden unterbunden; und die Methode erzeugt das Gefühl von Ertrinken und Ersticken.“

Die ausführlichste Beschreibung des Waterboardings durch die CIA stammt aus einem Bericht des ICRC von 2007, der auf Befragungen von Gefangenen in Guantanamo Ende 2006 beruht.

“In each case, the person to be suffocated was strapped to a tilting bed and a cloth was placed over the face, covering the nose and mouth. Water was then poured continuously onto the cloth, saturating it and blocking off any air so that the person could not breathe. This form of suffocation induced a feeling of panic and the acute impression that the person was about to die. In at least one case, this was accompanied by incontinence of the urine. At a point chosen by the interrogator the cloth was removed and the bed was rotated into a head-up and vertical position so that the person was left hanging by the straps used to secure him to the bed. The procedure was repeated at least twice, if not more often, during a single interrogation session. Moreover, this repetitive suffocation was inflicted on the detainees during subsequent sessions. The above procedure is the so-called ‘water boarding’ technique.”

„In jedem der Fälle wurde die Person, die erstickt werden sollte, auf ein gekipptes Bett gebunden und ein Tuch über ihr Gesicht gelegt, das Nase und Mund bedeckte. Dann wurde kontinuierlich Wasser auf das Tuch gegossen, bis es durchnässt war und die Luftzufuhr stoppte, so dass die Person nicht atmen konnte. Diese Art des Erstickens erzeugt ein Gefühl von Panik und den unmittelbaren Eindruck, dass die Person stirbt. In mindestens einem Fall wurde dies von Inkontinenz der Blase begleitet. Der Vernehmer wählt den Zeitpunkt, wann er das Tuch entfernt und das Bett so kippt, dass der Kopf oben ist und die Person in den Fesseln am Bett hängt. Dieses Verfahren wurde mindestens zweimal während einer Vernehmungssitzung wiederholt. Zudem wurde dieses mehrfache Ersticken der Gefangenen während der darauffolgenden Sitzungen angewendet. Das obige Verfahren ist die sogenannte Waterboarding-Methode.“

Die Methode wurde laut Angaben von CIA-Direktor Michael Hayden gegen die drei mutmaßlichen al-Qaida-Angehörigen Chalid Scheich Mohammed, Abu Subaida und Abd al-Rahim al-Nashiri angewendet. Die CIA zog dazu die beiden Psychologen James Mitchell und Bruce Jessen heran. Sie hatten als Ausbilder im SERE-Training der US Air Force Erfahrung mit Foltermethoden, weil dabei Soldaten auf Situationen vorbereitet werden sollen, in die sie als Kriegsgefangene geraten können, wenn der Gegner die Genfer Konventionen nicht einhält. Die Psychologen hatten aber weder Ausbildung noch Erfahrung in Vernehmungstechniken, keine Kenntnisse über Terrorismusbekämpfung oder Hintergrundinformationen über al-Qaida.
Bei mehreren Gefangenen wurde Waterboarding abweichend von der aus dem SERE-Training stammenden und für die CIA freigegebenen Form angewendet. Bei Chalid Scheich Mohammed wurde in einem Fall Waterboarding insofern abgewandelt, als der Vernehmungsleiter mit den Händen vor Mund und Nase des Gefangenen das Wasser bis zu einer Höhe von etwa 2,5 cm aufstaute. Damit wurde aus einer Methode, die physiologisch auf den erhöhten Atemwiderstand wegen des nassen Tuchs setzt, ein tatsächliches Ertränken.
Das Bekanntwerden dieser Praxis heizte die ohnehin laufende öffentliche Debatte weiter an, ob die Regierung unter Bush zur Verhinderung neuer Terroranschläge nach dem 11. September möglicherweise Verstöße gegen Menschenrechte und die Genfer Konvention in Kauf nehme. Im Zusammenhang mit Waterboarding erklärte ein Regierungssprecher, die amerikanische Regierung sehe dieses als akzeptable Verhörmethode von Gefangenen an, weil es sich dabei nicht um eine Foltermethode handle.
Im Herbst 2014 wurde bekannt, dass man bei mindestens zwei Beschuldigten die Wasserfolter ausweitete und den Kopf der Betroffenen so lange in einer Wanne komplett unter Wasser hielt, bis sie tatsächlich zu ersticken drohten.
Erst im Dezember 2014 wurde die Kurzfassung der Committee Study of the Central Intelligence Agency’s Detention and Interrogation Program des United States Senate Select Committee on Intelligence veröffentlicht, die von 2009 bis 2013 erstellt worden war. Damit wurden Einzelheiten über die Folter von CIA-Gefangenen bekannt, auch mittels Waterboarding. Demnach kam es bei den Opfern zu erheblich gravierenderen medizinischen Folgen: Bei Abu Zubaydah wurde eine „Reduzierung der Vitalfunktionen“ erkannt, wobei „aus seinem offenen, wassergefüllten Mund Blasen aufstiegen“. Bei Chalid Scheich Mohammed entwickelte sich die Folter, bis er „mehrfach hintereinander beinahe ertrank“.
Abgesehen von den drei Personen, deren Folter mittels Waterboarding bereits bekannt war, enthält der Senatsbericht Hinweise, nach denen weitere Gefangene dem Waterboarding ausgesetzt wurden. Zudem machten Gefangene Aussagen, wonach sie mit Methoden gefoltert wurden, die vergleichbar oder ununterscheidbar von Waterboarding waren. Waterboarding wurde an zwei Gefangenen in einem Black Site in Bangkok, Thailand, und an einem weiteren in Stare Kiejkuty, Polen, nahe dem Flughafen Szymany angewendet. Außerdem enthält der Senatsbericht die Information, dass in einem weiteren CIA-Gefängnis in Bagram, Afghanistan, ein Waterboard existierte und es zusammen mit Zubehör fotografiert wurde, obwohl es keine Informationen darüber gibt, dass in dieser Einrichtung Waterboarding eingesetzt wurde.

### US-Behörden und deren Reaktionen auf Kritik
Die US-Regierung rechtfertigte die Inhaftierung und die Verhöre von Terrorverdächtigen im Gefangenenlager der Guantanamo Bay Naval Base damit, dass sie diese nicht als Kriegsgefangene im Sinne der Genfer Konvention betrachte, und behauptete, nur drei Personen der Verhörtechnik Waterboarding ausgesetzt zu haben. Joyce Hens Green, Richterin des United States District Court für den District of Columbia, erklärte in ihrem Urteil vom 31. Januar 2005 diese Praxis jedoch für gesetzwidrig.
Im Juni 2006 entschied der Supreme Court of the United States in dem Verfahren Hamdan vs. Rumsfeld unter anderem, dass auch für die Gefangenen in Guantanamo die Genfer Konventionen gelten würden. Vizepräsident Dick Cheney erregte 2006 Aufsehen, als er sich erneut zu der Folterpraxis bekannte und auf die Frage eines amerikanischen Radioreporters, ob er die Kritik daran angesichts der Gefahr, der man gegenüberstehe, nicht für ziemlich dumm halte, dieser Meinungsäußerung zustimmte.
Infolge der weltweiten öffentlichen Kritik strich dann – so ABC-News, die sich dabei auf nicht überprüfbare Angaben von Regierungsbeamten bezogen – die amerikanische Regierung 2006 oder 2007 das Waterboarding von der Liste der nach dem 11. September 2001 zugelassenen Verhörtechniken. An der Spitze der offiziellen Liste sei das Waterboarding nun durch Longtime Standing (40 Stunden gefesselt und mit Schlafentzug) abgelöst worden.
ABC-News zitierten in diesem Zusammenhang den republikanischen Senator John McCain, der Waterboarding als Scheinhinrichtung (mock execution) qualifiziert hatte.
Anfang Oktober 2007 jedoch wurde ein Geheimpapier des Justizministeriums zu den CIA-Verhörmethoden öffentlich, in dem Waterboarding weiterhin als gesetzeskonform, also als anwendbar, gewertet wurde.

### Veto des Präsidenten
Im Dezember 2007 brachten die Republikaner im Senat eine Gesetzesinitiative zum Verbot umstrittener Verhörmethoden, darunter Waterboarding, mit Hinweis auf einen Formfehler zu Fall. Präsident Bush hatte zuvor angekündigt, im Falle einer Annahme des Gesetzentwurfs sein Veto einzulegen, und tat dies nach der Annahme des Gesetzesentwurfes durch den Kongress Anfang März 2008. Er begründete dies damit, dass ein solches Gesetz den USA „eins der nützlichsten Werkzeuge im Kampf gegen den Terror“ nehmen würde. Der Versuch der Demokraten, das präsidentielle Veto durch eine Zwei-Drittel-Mehrheit im Repräsentantenhaus außer Kraft zu setzen, scheiterte.
Einflussreich für die Debatte war ein Artikel des Schriftstellers und Kolumnisten Christopher Hitchens mit dem Titel Believe me, It’s Torture (Glaubt mir, es ist Folter) in der amerikanischen Zeitschrift Vanity Fair vom August 2008, für den er sich selbst dem Waterboarding ausgesetzt hatte.

### Regierung Barack Obama
Unmittelbar nach Ablauf der Amtszeit George W. Bushs ordnete der nachfolgende US-Präsident Barack Obama am 22. Januar 2009 ein Verbot von Waterboarding und anderen unter das Etikett harsche Verhörmethoden gesetzte Folterpraktiken an. Seitdem sind auch Mitarbeiter der CIA bei Verhören von mutmaßlichen Terroristen auf das im Feldhandbuch der US Army zum Verhör von feindlichen Kriegsgefangenen kodifizierte Kriegsrecht verpflichtet.
Bereits am 15. September 2007 hatte der damalige CIA-Chef Michael Hayden auf Empfehlung seines Stellvertreters Steve Kappes für Angehörige der CIA ein Verbot der Waterboarding-Methode verfügt. CIA-Videomitschnitte von Verhören aus dem Jahr 2002 waren auf Anweisung von Hayden bereits 2005 vernichtet worden – nach seinen Angaben, um die bei den Verfahren eingesetzten Geheimdienstbeamten vor möglichen Racheakten zu schützen. Bürgerrechtler vermuten dahinter jedoch die Vernichtung von juristisch belastendem Beweismaterial. Inzwischen hat CIA-Chef Hayden öffentlich zugegeben, dass der amerikanische Geheimdienst die umstrittene Verhörmethode des Waterboardings um das Jahr 2003 herum in drei Fällen angewandt hat, nämlich bei Chalid Scheich Mohammed, Abu Zubaydah und Abdel Rahim el-Nashiri. Im September 2012 veröffentlichte die Menschenrechtsorganisation Human Rights Watch weitere Fälle von Waterboarding-Einsatz durch US-Geheimdienste, diesmal 2004 an libyschen Staatsbürgern. Die so gefolterten Männer hatten dem Widerstand gegen das libysche Muammar-al-Gaddafi-Regime angehört, waren nach Afghanistan geflüchtet, dort von westlichen Geheimdiensten entführt und in libysche Gefängnisse gebracht worden.
US-Justizminister Eric Holder bezeichnete die Methode des Waterboardings Anfang März 2009 in einer Rede in Washington, D.C. als Folter: „Waterboarding ist Folter und darf von den Vereinigten Staaten unter keinen Umständen angewendet werden.“ Holder ließ auch die Rechtsmemoranden der Bush-Regierung veröffentlichen, die – von höchsten Regierungsverantwortlichen verfasst, darunter Dick Cheney, David S. Addington, Jay Bybee sowie Steven G. Bradbury und John Yoo (Office of Legal Council) – als Rechtsgrundlage für Waterboarding galten. Dennoch entschied US-Präsident Obama, dass die CIA-Mitarbeiter, die diese Foltermethode bei Verhören von Terrorverdächtigen anwandten und ihre Aufgaben in gutem Glauben an die juristischen Vorgaben des Justizministeriums ausführten, […] nicht zum Gegenstand von Strafverfolgung werden.
Ex-Präsident Bush enthüllte in seinen Memoiren (Decision Points, erschienen am 9. November 2010 auf Englisch) unter anderem, dass er persönlich im Krieg gegen den Terror  Folterpraktiken genehmigt hat. Amnesty International forderte daraufhin Ermittlungen gegen Bush.

### Bewertung der Ergebnisse
Laut Medienberichten kam die CIA in einem internen Bericht 2009 zum Ergebnis, dass ihr interrogation and detention program einschließlich der Anwendung von Waterboarding und anderen Foltermethoden keinen großen nachrichtlichen Wert erbracht habe. Dem steht ein Papier entgegen, in dem CIA-Direktor John O. Brennan Mitte 2013 die hohe Bedeutung von Außerordentlichen Auslieferungen (Extraordinary rendition), Geheimen Gefängnissen (Black Sites) und Gesteigerten Vernehmungen (enhanced interrogation) darlegte.
Eine Arbeitsgruppe des United States Senate Select Committee on Intelligence, des Senats-Ausschusses zur Aufsicht über die US-Nachrichtendienste, untersuchte bis 2013 vertrauliche und geheime Unterlagen der CIA. Die Mitarbeiter des US-Parlaments fanden keine bedeutenden nachrichtendienstlichen Erkenntnisse des CIA-Programms und stellten fest, dass der Nachrichtendienst sowohl den Kongress als auch die Öffentlichkeit mehrfach über den Wert der Programme und Methoden getäuscht habe.
In der CIA waren die Leitung und die internen Aufsichtsabteilungen voll informiert, auf der politischen Ebene hatte Vizepräsident Dick Cheney volle Übersicht, Präsident Bush und der National Security Council wurden regelmäßig informiert und entschieden über den Umfang des Programms. Die Vorsitzenden der beiden Geheimdienstausschüsse im Kongress, United States Senate Select Committee on Intelligence und United States House Permanent Select Committee on Intelligence wurden über zentrale Aspekte informiert, gegenüber den vollen Ausschüssen machte die CIA vorsätzlich fehlerhafte und unvollständige Aussagen. Die Vorsitzenden der Ausschüsse hatten aber aufgrund von Geheimhaltungsvorschriften nur begrenzte Möglichkeiten, die anderen Mitglieder der Ausschüsse, die Vorsitzenden der beiden Parlamentskammern und die Öffentlichkeit zu informieren. Gegenüber dem US-Justizministerium hielten sowohl die CIA als auch das Weiße Haus relevante Informationen zurück. Das Internationale Komitee des Roten Kreuzes bekam erst Zugang zu den Inhaftierten, nachdem sie dem Verteidigungsministerium übergeben und in Guantanamo inhaftiert waren. Sowohl die direkten Verantwortlichen als auch Pressestellen wirkten über die gesamte Zeit auf die Medien ein, verbreiteten offene Lügen und manipulierte Informationen.
Die Untersuchungen ergaben, dass entgegen den systematischen und wiederholten Aussagen von CIA und der politischen Ebene Waterboarding und andere Folter während des gesamten Programms weder neue, operativ für die Terrorismusbekämpfung nutzbare Informationen noch Bestätigungen für wesentliche anderweitig gewonnene Informationen erbrachten. Alle Aussagen, nach denen das Programm Erfolge gebracht habe, die auf anderem Wege unmöglich gewesen wären, waren falsch.

## Rezeption
Waterboarding wird 2013 im Film Die Liebe seines Lebens als Foltermethode der Kempeitai, des militärpolizeilichen Arms der Kaiserlich Japanischen Armee (1881 bis 1945), porträtiert.
Im Film Zero Dark Thirty von Kathryn Bigelow (2017), der die Jagd auf Osama bin Laden darstellt, wird Waterboarding eingesetzt.